# Reiderland
Reiderland a fost o comună în provincia Groningen, Țările de Jos. 

## Localități componente
Beersterhoogen, Beerta, Booneschans, Drieborg, Ekamp, Finsterwolde, Finsterwolderhamrik, Ganzedijk, Goldhoorn, Hamdijk, Hongerige Wolf, Kostverloren, Kromme-Elleboog, Nieuw-Beerta, Nieuwe Statenzijl, Nieuweschans, Oude Statenzijl, Oudedijk, Oudezijl, Ulsda.